# NXT Battleground 2024
NXT Battleground 2024 è stato il cinquantunesimo special event di NXT, prodotto dalla WWE. Annunciato il 22 aprile 2024, l'evento ha visto la collaborazione con Ultimate Fighting Championship, entrambe unite nella società TKO Group Holdings, e si è svolto il 9 giugno 2024 alla UFC APEX di Enterprise in Nevada. È stato trasmesso in diretta su Peacock negli Stati Uniti e sul WWE Network nel resto del mondo.
L'evento è stato condotto dalla rapper statunitense Sexyy Red.

## Storyline
Il 6 aprile a NXT Stand & Deliver, la general manager Ava ha annunciato la creazione di un titolo secondario riservato alle donne, ovvero il nuovo NXT Women's North American Championship. Durante la seconda puntata speciale di NXT: Spring Breakin', Ava ha dichiarato che la prima campionessa sarebbe stata determinata tramite un ladder match in seguito a dei match di qualificazione, le cui partecipanti sarebbe state scelte tramite il risultato del NXT Women's Combine, l'insieme di velocità, forza, potenza e forma fisica delle atlete con le migliori dodici che sarebbero state scelte. Le dodici atlete scelte per partecipare alle qualificazione furono, nell'ordine: Sol Ruca, Thea Hail, Jaida Parker, Brinley Reece, Michin da SmackDown, Fallon Henley, Lash Legend, Ivy Nile da Raw, Izzi Dame, Kelani Jordan, Tatum Paxley e Wren Sinclair. Nell'episodio di NXT del 14 maggio si sono svolti i primi due incontri che hanno visto qualificarsi Sol Ruca e Lash Legend ai danni di Izzi Dame e Ivy Nile. La settimana successiva hanno staccato il pass per il match anche Fallon Henley e Jaida Parker sconfiggendo Thea Hail e Brinley Reece. Il 28 maggio si sono disputati gli ultimi due incontri con Michin e Kelani Jordan che si sono qualificate a dispetto di Tatum Paxley e Wren Sinclair.
Nella nella seconda puntata di NXT: Spring Breakin', Oba Femi è riuscito a mantenere l'NXT North American Championship sconfiggendo Ivar. Al termine del match ha fatto il suo ritorno Wes Lee, assente da fine 2023, andando subito faccia a faccia con il campione. La settimana seguente Wes Lee, Ivar e Josh Briggs discutevano su chi tra loro tre avrebbe dovuto sfidare il campione, che propose un match a tre la settimana successiva tra i contendenti. La stessa notte fecero il loro ritorno Joe Coffey, Mark Coffey e Wolfgang che attccarono Lee, Briggs e mettendo fuori gioco Ivar infortunandolo. Joe Coffey prese quindi il suo posto la settimana successiva quando sia lui che Lee schienarono contemporaneamente Briggs, con entrambi che furono annunciati come vincitori. Più tardi, Ava decise che Oba Femi avrebbe dovuto difendere il suo titolo dall'assalto di entrambi in un triple threat match.
Durante la prima puntata di NXT: Spring Breakin', fece il suo ritorno ad NXT Shayna Baszler annunciando che sarebbe stata vicina a Lola Vice durante il suo match la settimana successiva contro Natalya accompagnata da Karmen Petrovic, poi vinto dalla Vice. La faida tra le quattro proseguì fino al tag team match del 21 maggio vinto da Natalya e Petrovic. Dopo il match Lola Vice attaccò a tradimento Shayna Baszler scatenando un acceso scontro tra lei due. La general manager Ava annunciò un NXT Underground match su richiesta della regina di spade.
Durante l'episodio del 21 maggio, la general manager Ava annunciò che dopo aver parlato con Adam Pearce e Nick Aldis, corrispettivamente general manager di Raw e SmackDown, la NXT Women's Champion Roxanne Perez avrebbe difeso la sua cintura qui a Battleground contro una sfidante proveniente dal main roster che sarebbe stata presentata la settimana successiva. Tuttavia, la sfidante misteriosa si rivelò essere la TNA Knockouts World Champion Jordynne Grace proveniente dalla Total Nonstop Action Wrestling, la TNA.
Nella puntata di NXT del 20 febbraio, i The O.C., composti da Luke Gallows e Karl Anderson fecero il loro debutto attaccando Nathan Frazer ed Axiom. Nell'episodio del 21 maggio, dopo aver difeso con successo i loro NXT Tag Team Championship, Frazer ed Axiom vennero attaccati da Gallows ed Anderson. La settimana successiva venne ufficializzato un loro incontro valevole per il titolo.
Nell'episodio del 14 maggio, Noam Dar venne attaccato nel backstage da un assalitore misterioso che i suoi compagni del Meta Four (Oro Mensah e Jakara Jackson) riconobbero nell'NXT Champion Trick Williams, che venne difeso da Lash Legend anche lei facente parte della stable. Nell'episodio del 28 maggio, Mensah venne anche lui attaccato da una persona misteriosa nel backstage, che più tardi nella serata si rivelò essere il debuttante Ethan Page, attaccando Williams e posando con la sua cintura. La settimana successiva, Page firmò un contratto con NXT (kayfabe) ufficializzando il match con Williams con in palio il titolo.

## Risultati
| # | Match                                                                                  | Stipulazioni                                               | Durata |
| - | -------------------------------------------------------------------------------------- | ---------------------------------------------------------- | ------ |
| 1 | Kelani Jordan ha sconfitto Sol Ruca, Lash Legend, Fallon Henley, Jaida Parker e Michin | Ladder match per l'NXT Women's North American Championship | 12:24  |
| 2 | Axiom e Nathan Frazer (c) hanno sconfitto The O.C. (Karl Anderson e Luke Gallows)      | Tag team match per l'NXT Tag Team Championship             | 11:38  |
| 3 | Lola Vice ha sconfitto Shayna Baszler per KO tecnico                                   | NXT Underground match                                      | 10:17  |
| 4 | Oba Femi (c) ha sconfitto Wes Lee e Joe Coffey                                         | Triple threat match per l'NXT North American Championship  | 12:03  |
| 5 | Roxanne Perez (c) ha sconfitto Jordynne Grace                                          | Single match per l'NXT Women's Championship                | 13:57  |
| 6 | Trick Williams (c) ha sconfitto Ethan Page                                             | Single match per l'NXT Championship                        | 12:11  |